# Psychoda truncata
Psychoda truncata är en tvåvingeart som beskrevs av Satchell 1953. Psychoda truncata ingår i släktet Psychoda och familjen fjärilsmyggor. Inga underarter finns listade i Catalogue of Life.